# جو موريسون
جو موريسون (بالإنجليزية: Joe Morrison)‏ هو لاعب كرة قدم أمريكية أمريكي، ولد في 21 أغسطس 1937 في ليما في بيرو، وتوفي في 5 فبراير 1989 في كولومبيا في الولايات المتحدة.

## وصلات خارجية
- جو موريسون على موقع مرجع كرة القدم المحترفة.كوم (الإنجليزية)
- جو موريسون على موقع إن إن دي بي (الإنجليزية)